# Іпотешть (Сучава)
Іпотешть, Іпотешті (рум. Ipotești) — село у повіті Сучава в Румунії. Входить до складу комуни Іпотешть.

## Розташування
Село знаходиться на відстані 354 км на північ від Бухареста, 3 км на південний схід від Сучави, 111 км на північний захід від Ясс.

## Історія
Давнє українське село південної Буковини. За переписом 1900 року в селі було 359 будинків, у яких проживали 1628 мешканців (1552 українці, 51 румун, 25 німців).

## Населення
За даними перепису населення 2002 року у селі проживали 3019 осіб.
Національний склад населення села:
| Національність | Кількість осіб | Відсоток |
| -------------- | -------------- | -------- |
| румуни         | 3001           | 99,4%    |
| цигани         | 8              | 0,3%     |
| українці       | 7              | 0,2%     |

Рідною мовою назвали:
| Мова       | Кількість осіб | Відсоток |
| ---------- | -------------- | -------- |
| румунська  | 3009           | 99,7%    |
| українська | 7              | 0,2%     |